# مورا (میزوری)
مورا (به انگلیسی: Mora) یک منطقهٔ مسکونی در ایالات متحده آمریکا است که در شهرستان بنتون، میزوری واقع شده‌است. مورا ۳۰۹٫۹۹ متر بالاتر از سطح دریا واقع شده‌است.